# Borgerlig död
Borgerlig död (Mors civilis) var enligt den äldre franska straffrätten en påföljd som för vissa brott kunde utdömas jämte själva straffet.
Den dömde förlorade därigenom rättigheten att förfoga över sin egendom, vilken skiftades mellan hans lagliga arvingar, såsom om han avlidit och utan avseende på om han genom testamente förordnat annorlunda. Vidare kunde han inte genom arv, gåva, testamente eller på annat sätt förvärva egendom, inte avsluta något inför lag giltigt avtal, inte inför domstol föra talan varken för sig själv eller andra, inte vittna och inte ingå äktenskap. Om han förut var gift, ansågs äktenskapet upplöst.
Mellan 1790 och 1810 var detta straff tidvis avskaffat eller åtminstone tillämpat i mindre utsträckning, men sistnämnda år infördes det i Code pénal för brott, som var belagda med dödsstraff, straffarbete på livstid eller förvisning (deportation). Genom en lag av 3 juni 1854 blev den borgerliga döden avskaffad i Frankrike och ersatt med en lindrigare straffpåföljd, benämnd interdiction légale.
Även i de länder, vilka i sammanhang med införandet av den franska lagstiftningen tillägnat sig ifrågavarande straffart (såsom Belgien, Nederländerna, Italien samt åtskilliga tyska och nordamerikanska stater), har den efter hand blivit avskaffad.
I Sveriges brottmålslagstiftning har inte på mycket länge förekommit någon straffart motsvarande den borgerliga döden, men i Sveriges äldre lagar finns något liknande, nämligen det för vissa svårare förbrytelser, särskilt de så kallade edsöresbrotten, bestämda stadgandet att den brottslige skulle "biltog läggas och dömas fridlös över allt riket". Den biltoge var ställd utom samhällets skydd och kunde således sägas vara borgerligen död, om också, till följd av de olika tids- och samhällsförhållandena, de bägge straffen i mycket skilde sig från varandra.